# Jan Reimann
Jan Reimann mladší (23. července 1843 Karlín - 11. dubna 1899 Dobřichovice), byl pražský zlatník, stříbrník a výrobce galanterie období historismu a secese.

## Život
Narodil se jako syn pasíře Jana Reimanna v Karlíně, tehdy na jednom z největších průmyslových předměstí Prahy. Otec zahájil samostatnou praxi v oborech pasířství a galanterie roku 1849. Syn dílnu převzal a přebudoval na moderní závod. Jan Reimann mladší si po vyučení a praxi ve šperkařských centrech v Německu a po cestách Evropou založil vlastní zlatnickou firmu, jejíž domácí obchody byly v Praze Na Příkopech, v českých lázeňských městech (Teplice, Mariánské Lázně, Karlovy Vary) a ve Vídni, a dále v zahraniční v Paříži, Berlíně, Varšavě, Moskvě, Petrohradu a Oděse. Reimann se oženil s Aloisií (Luisou) Pažoutovou, s níž vychoval Zbyňka, Marii, Záviše a Zdeňka, kteří v otcově živnosti nepokračovali, působili v diplomatických službách a automobilovém průmyslu.
Rodina žila ve vile v Dobřichovicích u Prahy, přátelila se s významnými kulturními a politickými činiteli, například s rodinou Františka Palackého a Františka Ladislava Riegra. Předčasně zemřelý Jan Reimann byl pohřben do rodinné hrobky na hřbitově při Kostele svatých Martina a Prokopa v Karlíku. Firmu až do roku 1918 vedla vdova Luisa, která se provdala za provozního mistra závodu, Ing. Jindřicha Lorenze (zemřel roku 1907).

## Dílo
Reimann se brzy vypracoval na jednoho z nejvýznamnějších zlatníků a klenotníků, zejména šperků a galanterie s českými granáty, a to nejen v českých zemích, ale v celém Rakousko-Uhersku. Vrcholem jeho podnikání byla léta 1881–1914, kdy se firma úspěšně prezentovala na světových i zemských výstavách, například roku 1891 na Všeobecné zemské jubilejní výstavě v Praze, roku 1895 na Národopisné výstavě českoslovanské v Praze; mezinárodní ocenění firma získala krátce po mistrově smrti roku 1900 na Světové výstavě v Paříži. Tehdy měla firma 6 poboček po celé Evropě a celou řadu subdodavatelů. Bohatá nabídka šperkařských a klenotnických prací zahrnovala granátové šperky ve zlatě, stříbře, mědi či obecných kovech, nádobí v podobě nápojových souprav (poháry, karafy s číšemi), vázy, upomínkové předměty, toaletní soupravy (kartáč, zrcadlo, flakóny), psací soupravy, dózičky, kuřácké potřeby (popelníky, tabatěrky, ořezávátka na doutníky, jantarové špičky na cigarety, škrtátka a pouzdra na sirky), kazety, knižní desky, sportovní ceny, řády a vyznamenání. Mohou být ze skla, různých kovů, dřeva či perleti, vždy zdobené českými granáty nebo almandiny.
Soupravy nápojového skla obsahovaly karafu a číše ovinuté montáží keře z drátků s plody v podobě českých granátů, psací soupravy řezané z perleti měly opět výzdobu z českých granátů.

## Sbírky
Kolekci šperků, klenotnických a galanterijních prací Reimannova závodu, mistrův pracovní stůl a nabídkové etue z višňového dřeva darovala Luisa Reimannová roku 1918 do sbírek Národního muzea v Praze. Další šperky této firmy vlastní Uměleckoprůmyslové muzeum v Praze, Moravská galerie v Brně, pobočka litoměřického muzea v Třebenicích a stovky soukromých majitelů i muzeí po celém světě, kteří je dosud neidentifikovali.

## Reimannovy značky
Reimannovy práce jsou značeny buď raženou jmenovkou REIMAN v obdélném rámečku, nebo puncovní značkou s iniciálami JR psanými tučným tiskacím písmem a v oválném štítku, či psacími písmeny JR v obdélném štítku. Puncy mají velikost do 3 milimetrů, často jsou zalepené špínou a k jejich určení je nutno nejprve místo vyčistit (kartáčkem, vatičkou namočenou v lihu, benzínu či jaru). Drobné písmo se dá přečíst jen lupou.